# U-138 (1940)
| U-138                                                                                  | U-138 | U-138 |
| -------------------------------------------------------------------------------------- | --- | --- |
| U 138                                                                                  | | |
|                                                                                        | | |
| Однотипний з U-138 підводний човен U-2                                                 | | |
| Верф                                                                                   | Deutsche Werke, Кіль | Deutsche Werke, Кіль |
| Під прапором                                                                           | Третій Рейх | Третій Рейх |
| Належність                                                                             | Крігсмаріне | Крігсмаріне |
| Порт приписки                                                                          | Кіль, Лор'ян, Берген | Кіль, Лор'ян, Берген |
| Замовлення                                                                             | 25 вересня 1939 | 25 вересня 1939 |
| Закладений                                                                             | 16 листопада 1939 | 16 листопада 1939 |
| Спуск на воду                                                                          | 18 травня 1940 | 18 травня 1940 |
| Введений до складу флоту                                                               | 27 червня 1940 | 27 червня 1940 |
| На службі                                                                              | 1940—1941 | 1940—1941 |
| Загибель                                                                               | 18 червня 1941 року потоплений у Північній Атлантиці західніше Кадіса атакою британських есмінців «Фокнор», «Фіерлес», «Форестер», «Фоксхаунд» та «Форсайт» | 18 червня 1941 року потоплений у Північній Атлантиці західніше Кадіса атакою британських есмінців «Фокнор», «Фіерлес», «Форестер», «Фоксхаунд» та «Форсайт» |
| Бойовий досвід                                                                         | Друга світова війна Битва за Атлантику | Друга світова війна Битва за Атлантику |
| Проєкт                                                                                 | | |
| Тип ПЧ                                                                                 | торпедний прибережний підводний човен | торпедний прибережний підводний човен |
| Основні характеристики                                                                 | | |
| Швидкість (надводна)                                                                   | 12,7 вузла | 12,7 вузла |
| Швидкість (підводна)                                                                   | 7,4 вузла | 7,4 вузла |
| Робоча глибина занурення                                                               | 80 м | 80 м |
| Гранична глибина занурення                                                             | 150 м | 150 м |
| Автономність плавання                                                                  | 56 миль (104 км) на швидкості 4 вузли (в підводному положенні) 5650 миль (10 460 км) на швидкості 8 вузлів (у надводному положенні)                         | 56 миль (104 км) на швидкості 4 вузли (в підводному положенні) 5650 миль (10 460 км) на швидкості 8 вузлів (у надводному положенні)                         |
| Екіпаж                                                                                 | 28 осіб | 28 осіб |
| Розміри                                                                                | | |
| Довжина найбільша (по КВЛ)                                                             | 43,97 м | 43,97 м |
| Ширина корпусу найб.                                                                   | 4,916 м | 4,916 м |
| Висота                                                                                 | 8,1 м | 8,1 м |
| Середня осадка (по КВЛ)                                                                | 3,93 м | 3,93 м |
| Водотоннажність надводна                                                               | 314 т | 314 т |
| Силова установка                                                                       | | |
| дизель-електрична; 2 дизельних двигуни MWM RS 127 S, 2 електродвигуни SSW PG VV 322/36 | | |
| Гвинти                                                                                 | 2 | 2 |
| Потужність                                                                             | 2 × 510 к.с. (дизелі) 2 × 370 к.с. (електродвигуни) | 2 × 510 к.с. (дизелі) 2 × 370 к.с. (електродвигуни) |
| Озброєння                                                                              | | |
| Торпедно- мінне озброєння                                                              | 3 носових ТА. 5 торпед або 12 TMA чи 18 TMB | 3 носових ТА. 5 торпед або 12 TMA чи 18 TMB |
| ППО                                                                                    | 1 × 20-мм зенітна гармата FlaK 30/38/Flakvierling | 1 × 20-мм зенітна гармата FlaK 30/38/Flakvierling |

U-138 — німецький прибережний підводний човен типу IID, що входив до складу Військово-морських сил Третього Рейху за часів Другої світової війни. Закладений 16 листопада 1939 року на верфі № 267 компанії Deutsche Werke у Кілі, спущений на воду 18 травня 1940 року. 27 червня 1940 року корабель увійшов до складу 1-ї навчальної флотилії ПЧ ВМС нацистської Німеччини.

## Історія служби
U-138 належав до німецьких малих так званих прибережних підводних човнів типу IID, однієї з модифікацій типу субмарин Третього Рейху. Службу розпочав у складі 1-ї навчальної флотилії ПЧ, 1 вересня 1940 року перейшов до бойового складу цієї флотилії. 1 січня 1941 року продовжив службу в лавах 22-ї флотилії ПЧ Крігсмаріне (школа підводників), а 1 травня 1941 року переведений до бойового складу 3-ї флотилії ПЧ, що діяла в Атлантиці. З вересня 1940 до червня 1941 року підводний човен здійснив п'ять бойових походів в Атлантичний океан, діючи переважно поблизу Британських островів, під час яких потопив 6 суден 48 564 GRT), а також 1 судно пошкодив (6 993 GRT).
18 червня 1941 року U-138 був виявлений ескортною групою британського флоту південно-західніше іспанських берегів і в результаті скоординованої атаки глибинними бомбами британських есмінців «Фокнор», «Фіерлес», «Форестер», «Фоксхаунд» та «Форсайт» дістав серйозних пошкоджень і був змушений спливти поблизу Кадіса. Пошкоджений човен був затоплений командою у кількості 28 осіб, які після цього здалися британським морякам та були взяті в полон, та згодом доставлені у Гібралтар.

## Командири
- Оберлейтенант-цур-зее Вольфганг Лют (27 червня — 20 жовтня 1940)
- Капітан-лейтенант Петер Ломеєр (21 жовтня — 31 грудня 1940)
- Оберлейтенант-цур-зее Франц Граміцкі (1 січня — 18 червня 1941)

## Перелік уражених U-138 суден у бойових походах
| №                                                         | Дата            | Командир ПЧ          | Назва            | Тип                | Належність      | Водотоннажність (брт) | Вантаж                         | Конвой        | Результат та координати                                                | Наслідки атаки для екіпажу     | Прим. |
| --------------------------------------------------------- | --------------- | -------------------- | ---------------- | ------------------ | --------------- | --------------------- | ------------------------------ | ------------- | ---------------------------------------------------------------------- | ------------------------------ | ----- |
| Перший похід (10.09—26.09.1940, 17 діб; Кіль—Лор'ян)      |                 |                      |                  |                    |                 |                       |                                |               |                                                                        |                                |       |
| 1                                                         | 20 вересня 1940 | Oblt. Вольфганг Лют  | New Sevilla      | китобійна база     | Велика Британія | 13 801                | Китобійні запаси та баласт     | Конвой OB 216 | потоплено 55°50′ пн. ш. 07°30′ зх. д. / 55.833° пн. ш. 7.500° зх. д.   | 284 (2 загиблих та 282 вижили) |       |
| 2                                                         | 20 вересня 1940 | Oblt. Вольфганг Лют  | Boka             | суховантажне судно | Панама          | 5560                  | вугілля                        | Конвой OB 216 | потоплено 55°54′ пн. ш. 07°24′ зх. д. / 55.900° пн. ш. 7.400° зх. д.   | 34 (8 загиблих та 26 вижили)   |       |
| 3                                                         | 20 вересня 1940 | Oblt. Вольфганг Лют  | City of Simla    | пасажирське судно  | Велика Британія | 10 138                | 3000 тон генеральних вантажів  | Конвой OB 216 | потоплено 55°55′ пн. ш. 08°20′ зх. д. / 55.917° пн. ш. 8.333° зх. д.   | 350 (3 загиблих та 347 вижили) |       |
| 4                                                         | 21 вересня 1940 | Oblt. Вольфганг Лют  | Empire Adventure | суховантажне судно | Велика Британія | 5 145                 | баласт                         | Конвой OB 216 | потоплено 55°48′ пн. ш. 07°22′ зх. д. / 55.800° пн. ш. 7.367° зх. д.   | 39 (21 загинув та 18 вижили)   |       |
| Другий похід (08.10—19.10.1940, 12 діб; Лор'ян—Лор'ян)    |                 | Oblt. Вольфганг Лют  |                  |                    |                 |                       |                                |               |                                                                        |                                |       |
| 5                                                         | 15 жовтня 1940  | Oblt. Вольфганг Лют  | Bonheur          | суховантажне судно | Велика Британія | 5 327                 | 5200 тонн генеральних вантажів | Конвой OB 228 | потоплено 57°10′ пн. ш. 08°36′ зх. д. / 57.167° пн. ш. 8.600° зх. д.   | 39 (усі вижили)                |       |
| 6                                                         | 15 жовтня 1940  | Oblt. Вольфганг Лют  | British Glory    | танкер             | Велика Британія | 6 993                 | баласт                         | Конвой OB 228 | пошкоджений 57°10′ пн. ш. 08°36′ зх. д. / 57.167° пн. ш. 8.600° зх. д. | 47 (3 загинули та 44 вижили)   |       |
| Четвертий похід (12.05—27.05.1941, 16 діб; Берген—Лор'ян) |                 |                      |                  |                    |                 |                       |                                |               |                                                                        |                                |       |
| 7                                                         | 20 травня 1941  | Oblt. Франц Граміцкі | Javanese Prince  | суховантажне судно | Велика Британія | 8 593                 | баласт                         |               | потоплено 59°46′ пн. ш. 10°45′ зх. д. / 59.767° пн. ш. 10.750° зх. д.  | 60 (2 загиблих та 58 вижили)   |       |